# Economía de Guerrero
La economía de Guerrero se basa principalmente en el comercio y el turismo por centros como Acapulco, Ixtapa y Taxco, pero también se exportan grandes cantidades de mezcal a Estados Unidos, China, Canadá y a la Unión Europea y productos como coco, mango y ajonjolí a países como Japón y Canadá. El PIB de Guerrero se considera mediano en comparación con los demás estados de México, en 2018 registró $242,953 millones de pesos, lo que lo situaba en el lugar número 24 a nivel nacional, contribuyendo con el 1,47% del total nacional.
Con respecto a las actividades económicas desarrolladas por los guerrerenses en edad de trabajar (2.075.739 a 2000), el sector primario ocupa 14.276 personas y representa el 5,6% de la población económicamente activa (PEA), el secundario ocupa a 47.471 personas y representa el 18,72% por ciento de la PEA y el terciario ocupa 184.869 personas y representa el 72,92% por ciento de la PEA; es en este último en el que se ocupa la mayor parte de la población debido a que el estado basa su economía en el turismo y el comercio.

## Historia
El 15 de mayo de 1849 el presidente José Joaquín de Herrera envió al Congreso la iniciativa para crear el estado de Guerrero, con territorio de los Estados de Michoacán, Puebla y Estado de México. La iniciativa fue aprobada por la Cámara de Diputados el 20 de octubre y por el Senado el 26 de octubre.
El 27 de octubre de 1849 en sesión solemne del Congreso de la Unión, fue declarado constituido legalmente el Estado Libre y Soberano de Guerrero, y se nombró al general Juan Álvarez como comandante general interino. 
En la llamada época del milagro mexicano hubo un desarrollo turístico de Guerrero, principalmente de Acapulco, inspirado por Miguel Alemán Valdés, presidente entre 1946 y 1952. En 1950, la Costera de Acapulco fue nombrada en honor de Alemán.
Miguel Alemán impulsó el turismo en Acapulco lanzándolo a la fama internacional, desde ahí se impulsó la economía de guerrero ya que el puerto aporta el 24 % del PIB y el turismo el 60 %.
Además de apoyar a la generación de nuevos empleos ya que en 1995 trabajaron en el turismo un total de 121 341 personas, para 2005 esta cifra pasó a 185 563, lo cual significó un incremento del 52.9 % y representó para ese año el 20.0 % del empleo total del estado de Guerrero. El producto interno bruto (PIB) del estado ascendió a casi 169 mil millones de pesos en 2009, con lo que aportó 1.5 % al PIB nacional. Las actividades terciarias, entre las que se encuentran los servicios inmobiliarios y el comercio, aportaron 76 % al PIB estatal en 2009.

## Producto interno bruto
El PIB de Guerrero ha sufrido diversas alteraciones como la crisis vivida en México desde el 2008 afectando al estado, por lo que su PIB disminuyó en 2008 Y 2009. El crecimiento de Guerrero en cuanto a economía ha sido lento, se considera a Guerrero uno de los estado mexicanos más rezagados y pobres y tiene su relación con la población indígena.
En el municipio de Acapulco de Juárez se concentra el 24 % de la población del estado, y es que aquí se encuentra una de las ciudades más turísticas del país, la ciudad de Acapulco. En las populares bahías de Acapulco y Zihuatanejo se distinguen grandes cadenas hoteleras y restauranteras internacionales, gracias a las cuales el sector hoteles, restaurantes y comerciales constituyen el 26 % del PIB estatal.
El resto del PIB estatal se conforma en un 28 % por actividades de servicios comunales, sociales y personales; 13 % de servicios financieros e inmobiliarios y otro 12 % por actividades de transporte y almacenaje.

### Municipios que más aportan al PIB estatal
El municipio de Acapulco, en el 2004, aportaba el 27,20% del PIB total estatal, siguiendo la capital Chilpancingo con 11,28%. Los 5 primeros municipios con más PIB, aportan el 51.75% y los otros 76 municipios aportan el 48.25%.

### PIB de Guerrero por año
Se muestra el Producto interno bruto de Guerrero desde 2003 a 2023, con valores a precios constantes de 2018. El PIB estatal ha tenido un crecimiento lento, el cual ha sufrido drásticas caídas, las cuales las más notorias son en 2009 y 2020. En el 2023 el PIB era de $ 410,058 millones de pesos.
| Año  | Producto Interno Bruto | Producto Interno Bruto |
| Año  | PIB                    | %                      |
| ---- | ---------------------- | ---------------------- |
| 2003 | 124,027                |                        |
| 2004 | 136,073                | 9.71                   |
| 2005 | 145,247                | 6.74                   |
| 2006 | 154,085                | 6.08                   |
| 2007 | 168,547                | 9.38                   |
| 2008 | 174,635                | 3.61                   |
| 2009 | 187,150                | 7.16                   |
| 2010 | 199,598                | 6.65                   |
| 2011 | 209,211                | 4.81                   |
| 2012 | 223,043                | 6.61                   |
| 2013 | 234,827                | 5.28                   |
| 2014 | 261,211                | 11.23                  |
| 2015 | 271,074                | 3.77                   |
| 2016 | 285,111                | 5.17                   |
| 2017 | 296,004                | 3.82                   |
| 2018 | 317,845                | 7.37                   |
| 2019 | 331,815                | 4.39                   |
| 2020 | 323,119                | 2.62                   |
| 2021 | 352,506                | 9.09                   |
| 2022 | 385,749                | 9.43                   |
| 2023 | 410,058                | 6.30                   |

Fuente:Banco de Información INEGI.

## Principales sectores y servicios

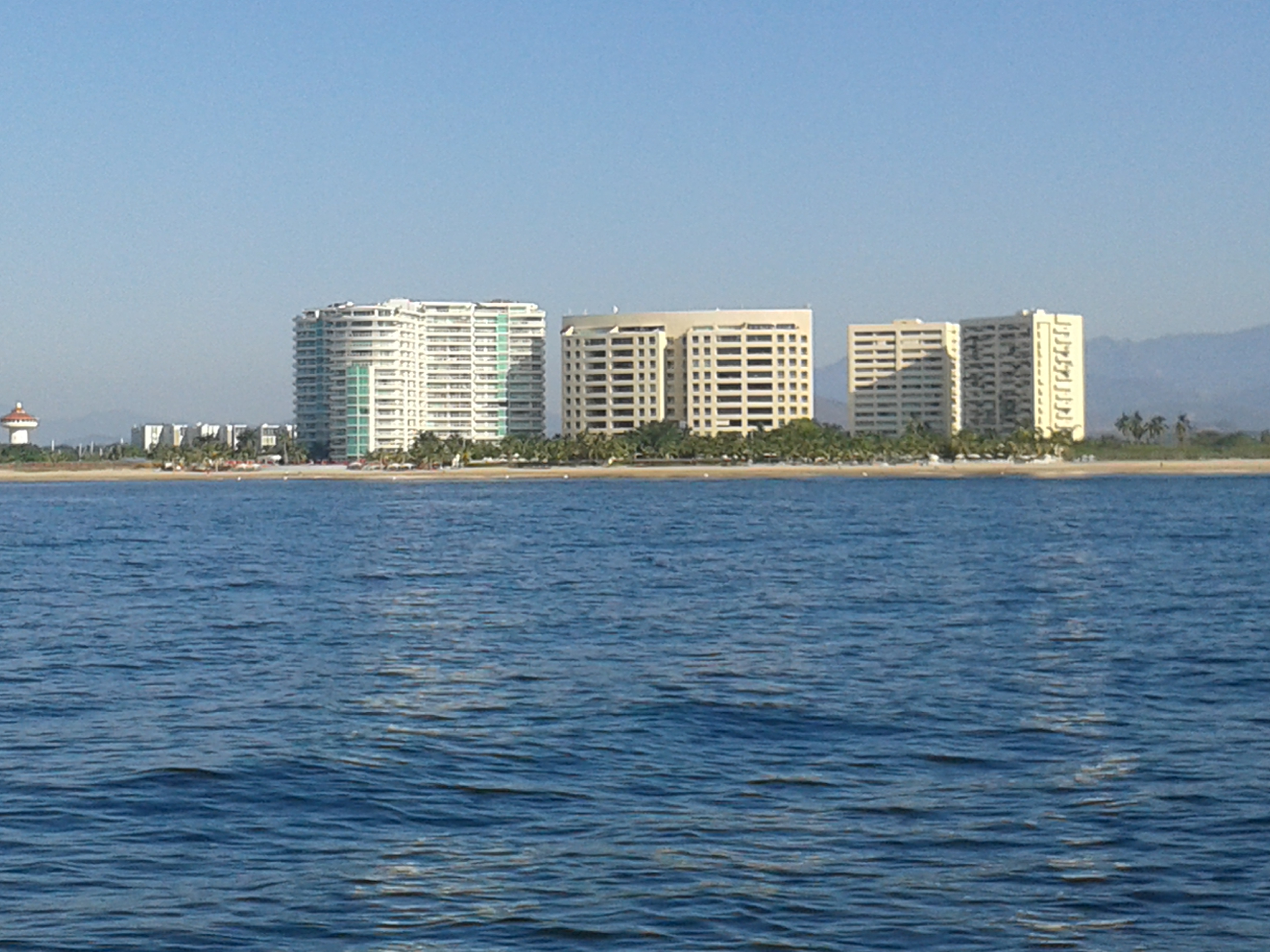
Bahía de Ixtapa.

El 42 por ciento de su población radica en zonas rurales que tienen menos de 2,500 habitantes, con lo que el estado de Guerrero es uno de los tres estados más pobres y marginados de México. Según reportes del Consejo Nacional de Población, 73 de los 81 municipios que lo conforman presentan niveles de marginación. La remuneración promedio de cada uno de los trabajadores del estado es de $51,603 pesos mexicanos, por debajo del promedio nacional, de $79,551 pesos mexicanos.
La agricultura se practica en el 85% de los municipios guerrerenses; sin embargo, se trata de agricultura temporal, por lo que apenas rinde para el autoconsumo de cada comunidad. Debido a esto, la agricultura contribuye al 5% del PIB estatal. En la región de La Montaña, también se practica la ganadería para autoconsumo.

### Turismo
El turismo es la actividad económica que más reditúa al estado. En el transcurso de la segunda mitad del siglo XX, el estado fue fincando su desarrollo y su estructura económica en gran medida en la actividad turística, principalmente en la zona costera (Acapulco y Zihuatanejo).
De acuerdo con los registros de la actividad hotelera en centros turísticos realizados por la Secretaría de Turismo del gobierno federal, se ubica a Acapulco en segundo lugar, al recibir al 10.5 % del total de turistas nacionales que visitan al país; donde el Distrito Federal atrajo el 23.6 %, Ixtapa– Zihuatanejo y Taxco registraron una participación del 1.2 % y el 0.5 %, respectivamente. El turista internacional muestra una reorientación hacia otros destinos del país. Ixtapa–Zihuatanejo y Acapulco se ubican en los lugares octavo y noveno al participar con el 1.5 % y 1.4 %, respectivamente, Taxco participó con 0.3 %.
| Destino              | Cuartos ocupados | Cuartos ocupados | Cuartos disponibles | Cuartos disponibles | Ocupación hotelera | Ocupación hotelera |
| Destino              | 2019             | 18-19            | 2019                | 18-19               | 2019               | 18-19              |
| -------------------- | ---------------- | ---------------- | ------------------- | ------------------- | ------------------ | ------------------ |
| Acapulco             | 9 178            |                  | 18 806              |                     | 48.8               |                    |
| Ixtapa - Zihuatanejo | 3 618            |                  | 6 282               |                     | 57.6               |                    |
| Taxco                | 353              |                  | 894                 |                     | 39.5               |                    |
| Triángulo del Sol    | 13 149           |                  | 25 982              |                     | 50.6               |                    |

La ciudad de Acapulco cuenta con 18,806 cuartos de hotel en el 2019, y se colocó como la octava con mayor cuartos ocupados de México, el binomio de Ixtapa - Zihuatanejo, cuenta con 6,282 y fue el destino número 15 por recepción de turistas a nivel nacional, de igual forma el Pueblo Mágico de Taxco, en el 2019 contaba con 894 habitaciones..

### Comercio

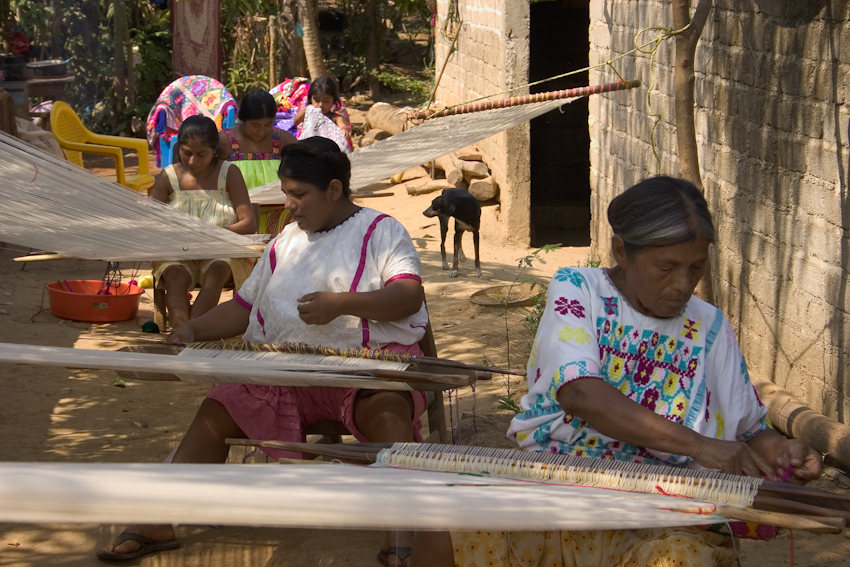
Mujeres artesanas de Tlacoachistlahuaca trabajando en un telar de cintura.

El comercio es desarrollado en todo el Estado, y la ganadería en la Costa Chica y en la Montaña es de subsistencia, sobre todo en esta última. Los productos agrícolas, principalmente los tropicales, van no sólo a los mercados nacionales, sino también al extranjero, principalmente a Estados Unidos. El comercio de artesanías es también muy apreciado en México y el mundo.

### Industria
La industria tiene sus principales centros en Buenavista de Cuéllar y Leonardo Bravo. La variante artesanal de esta actividad económica se localiza en Olinalá, Zitlala, Xochistlahuaca y Tetipac. En Guerrero, se obtienen del subsuelo plata, zinc, petróleo, gas, hierro y mercurio. La industria de la transformación está levemente desarrollada, en las ramas de producción de azúcar y derivados lácteos, hilados y tejidos de algodón, fabricación de celulosa, papel y conservadores. El servicio público se presenta con mayor intensidad en la capital del Estado, Chilpancingo.

### Agricultura
Según estimaciones de Sagarpa, el 15.4% (982,427.6 ha) de 6,379,400 hectáreas de que se compone el territorio estatal se destinan a la agricultura.
La agricultura es una actividad económica en que destaca Tierra Caliente, la región que tiene el mayor número de exportaciones de productos agrícolas en el Estado. Esta actividad predomina en la selva, principalmente en la zona costera, puesto que la fertilidad de la tierra, y el clima tropical caluroso y lluvioso permiten abundantes productos tropicales, y se han construido sistemas de riego, como las presas Vicente Guerrero, Valerio Trujano y Hermenegildo Galeana. El estado produce ajonjolí, café, plátano, cacao, papaya, mango, tabaco, limón, maíz. La explotación forestal también es variada. Se utilizan las maderas de pino, encino, cedro y caoba.

En 2007, según el INEGI, la superficie sembrada fue de 841 677.7 hectáreas, de las cuales 82 693 hectáreas son de riego y 758 984.1 de temporal. La actividad pecuaria se desarrolla en la Costa Chica y en la región de La Montaña.
Los principales productos del estado son: maíz, ajonjolí, café, frijol, arroz, cacahuate, jitomate, sorgo, soya, papaya, mango, aguacate, plátano, sandía, melón y guayaba, entre otros.

### Pesca

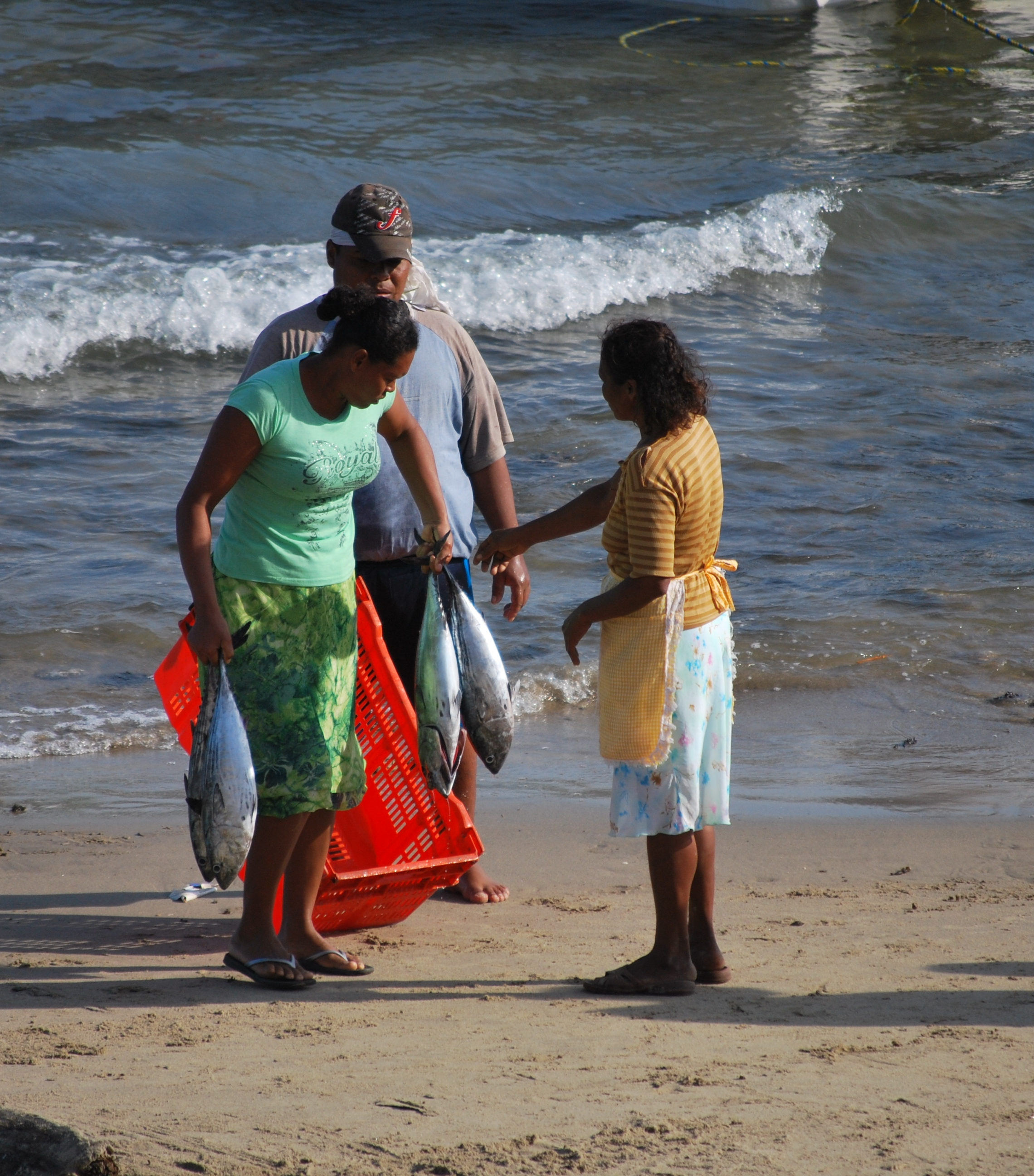
Pescadores en Punta Maldonado.

La pesca es una de las actividades económicas más importantes del estado, los municipios de las costas poseen una incipiente pesca, actividad que es principalmente de manutención en los litorales de la zona, que tiene puertos pesqueros como Zihuatanejo y Acapulco, los cuales poseen una incipiente pesca, actividad que es principalmente de manutención en los litorales de la zona, habiendo diferentes especies, como: el pez vela, marlín, dorado, atún, Wahoo, pez gallo, róbalo, entre otros. La Laguna de Tres Palos es uno de principales espacios para la pesca en Acapulco, gracias a los manglares que atraen a un sinnúmero de aves que se hacen presentes para alimentarse en sus aguas. Otra opción es Puerto Marqués, donde se practica la pesca deportiva del pez vela, róbalo, barrilete y muchos más.

### Ganadería
La actividad ganadera es de significativa importancia económica; su influencia en apoyo a la alimentación de la población guerrerense se manifiesta en el crecimiento tanto del inventario ganadero como en la producción y en la generación de empleos.
La ganadería se practica en el estado, ya que gran parte de su territorio posee pastos, necesarios para favorecer la cría extensiva de todas las especies comestibles de ganado. Se crían principalmente ganado caprino y porcino. La cabaña ganadera está formada por: bovino, porcino, caprino, ovino y equino.